# Jerson Testoni
Jerson Testoni, também conhecido apenas como Jersinho (Gaspar, 18 de junho de 1980), é um treinador e ex-futebolista brasileiro que atuava como lateral esquerdo. Atualmente treina o Cianorte Futebol Clube.

## Carreira

### Começo em Ibirama
Em 2014 foi contrato como auxiliar técnico junto do treinador Sílvio Criciúma.

### Categorias de base
Foi contrato de 2016 para ser treinador de equipe Sub-17 do Brusque, se destacando e pouco tempo depois, sendo promovido a auxiliar técnico.

### Joinville
Foi contratado em 2018 para treinar o Sub-15 do clube, novamente se destacando, desperta o interesse do clube que havia deixado, o Brusque.

### Brusque
Em abril de 2019, aceita proposta da diretoria do Brusque para ser auxiliar técnico e deixa as categorias de base do Joinville. Como auxiliar ajudou o Brusque a conquistar o seu primeiro título nacional, o Campeonato Brasileiro - Série D. Em outubro, é efetivado como treinador do Brusque após a demissão do treinador campeão da Série D Waguinho Dias. Como treinador do Brusque, logo nos primeiros dois meses de trabalho, foi campeão da Copa Santa Catarina, garantindo vaga na Copa do Brasil do ano seguinte. Na temporada de 2020, foi campeão da Recopa Catarinense e vice-campeão estadual, e garantiu o acesso do Brusque a Série B pela segunda vez na história do clube. Foi o técnico com mais partidas no comando do clube: 102 jogos até a sua saída para assumir o Brasil de Pelotas em setembro de 2021.

### Altos
Em 02 de fevereiro de 2023 foi contratado pelo Altos para comandar o clube no Campeonato Piauiense e na Série C. Foi demitido em 16 de maio de 2023 após fazer apenas 1 ponto em 3 jogos na Série C colocando o clube na zona de rebaixamento. Somando todas as competições foram 4 vitórias, 3 empates e 4 derrotas.

## Títulos

### Jogador
Brusque
- Campeonato Catarinense de Futebol - Série B: 1997

Criciúma
- Campeonato Brasileiro de Futebol - Série B: 2002

Gama
Campeonato Brasiliense de Futebol: 2003
Joinville
- Campeonato Catarinense de Futebol - Série B: 2005

Marcílio Dias
- Copa Santa Catarina: 2007
- Recopa Sul-Brasileira: 2007

Imbituba
- Campeonato Catarinense de Futebol - Série B: 2009

### Auxiliar Técnico
Brusque
- Campeonato Brasileiro de Futebol - Série D: 2019

### Treinador
Brusque
- Recopa Catarinense: 2020[15]
- Copa Santa Catarina: 2019

#### Campanhas de Destaque
- Vice-campeão Campeonato Catarinense de Futebol: 2020
- 4º colocado Campeonato Brasileiro de Futebol - Série C: 2020